# 内町 (姫路市)
内町（うちまち）は、兵庫県姫路市の中心部を指す地域名。おおむね姫路城の外曲輪の範囲内にある旧町人地・中下級武士の居住区を指し、地域名も外堀の内側に由来するが、行政上の地名ではない。
南部は姫路市立白鷺小中学校の校区、東部は姫路市立城東小学校の校区、北部は姫路市立野里小学校の校区、南西部の一部は姫路市立船場小学校の校区に属する。内町という地域区分は歴史的な区分であり、小学校の校区名（白鷺校区（あるいは統合前の城南校区、城巽校区）など）で分類される事が多い。
内町に対して、その外側に広がる町を外町（そとまち）と称し、それらに含まれる町を合わせて姫路78町と呼ばれた。内町・外町を総称して姫路町と称する。本項では南に隣接する地区である飾万津口（しかまづぐち）についても解説する。また、外町のうち、北に隣接する野里（のざと）のうち姫路城外曲輪に含まれる町丁も示す。野里および東に隣接する神谷（かみや）、西に隣接する船場（せんば）については別項で解説する。

## 歴史

### 姫路城改修以前
姫路市中心部は古代は「日女道」、中世は「姫道村」と呼ばれ飾東郡に属した。芦屋道海『播磨府中めぐり』（天正4年（1576年））・同『近村めぐり一歩記（ひとあるき）』（天正3年（1575年））によれば、姫路城改修前は姫山のふもとに中ノ村（中村、姫路村、姫山の里とも）が100戸ばかりの村としてあり、その南（二階町付近）に宿の本村が100戸ほど、宿の本村の東南に高尾の宿村が40戸ほど、同じく西南に江川村が30戸ほどあったという。他に西の福中村と東の国府寺村の田畑が姫路城下に掛かっていた。

### 江戸時代
1601年（慶長6年）より行われた池田輝政による姫路城改修に伴う「慶長の町割り（町直しとも）」において、天守を始めとした内曲輪と家老・上級藩士の居住区である中曲輪（現在の姫路市本町68番地とこれより分割された地番（総社本町を含む）に相当）の外側に、中・下級藩士の居住区および町人地・寺院が配置されたのが内町の起こりである。
内町の町割りの基軸線は五軒邸付近や城外に顕著に残る「条里制に由来すると考えられる町割り」、射楯兵主神社（播磨国総社）付近の「播磨国府に由来すると考えられる町割り」および「慶長の町割りに際して、広峰山を山当てにした竪町筋を基軸とする町割り」の三種を主とする。外堀に近いあたりを下級藩士（下級武士および中間・足軽）の居住地とし、それらには原則として町名に「町」を付けていなかった（十二所前、直養、光源寺前、北条口、下寺町裏、五軒邸、五郎右衛門邸。例外として同心町、忍町（飾万津口）、鷹匠町（船場）。十二所前、直養、光源寺前には明治以後に「町」が付けられたが「ちょう」と読む）。また中曲輪に隣接する形で町人地を配置し、東側の町人地と武家地との間に西国街道をはさんで南北一直線に寺院を配している。西側では船場に船場本徳寺などを配している。内町（および船場（龍野町など）・神谷（天神町など）・野里（大野町など））の町人地の町は「まち」と読み、後から出来た町は「ちょう」と読ませて「まち」と読むことを許さなかったという。
内町からさらに四方に延びる街道沿いにも下級藩士の居住区および町人地が設けられ、野里門の北が野里、外京口門の東が神谷、飾万津門の南が飾万津口、そして福中門・車門の西が船場と呼ばれている。野里は播磨国風土記に「大野郷」として名前が見える古い町で、中近世には芥田氏が鋳物師棟梁として力を持っていた。船場は本多忠政が二股川を整備して高瀬舟を行き来出来るようにして「船場川」と呼ばれるようになり、その集積した物資の問屋を置いた場所である。神谷は神屋ともいい（現在の町名は神屋町である）、総社の御旅所があったからという説、紙漉きがあったという説、九所御霊天神社に由来する説などがある。
内町における西国街道は本来は本町や坂元町を通っていたが、寛永の頃に中堀を浚渫した土砂を道に敷いたために通行の障害となり、俵町や福中町へ迂回するようになっている。

### 明治・大正時代

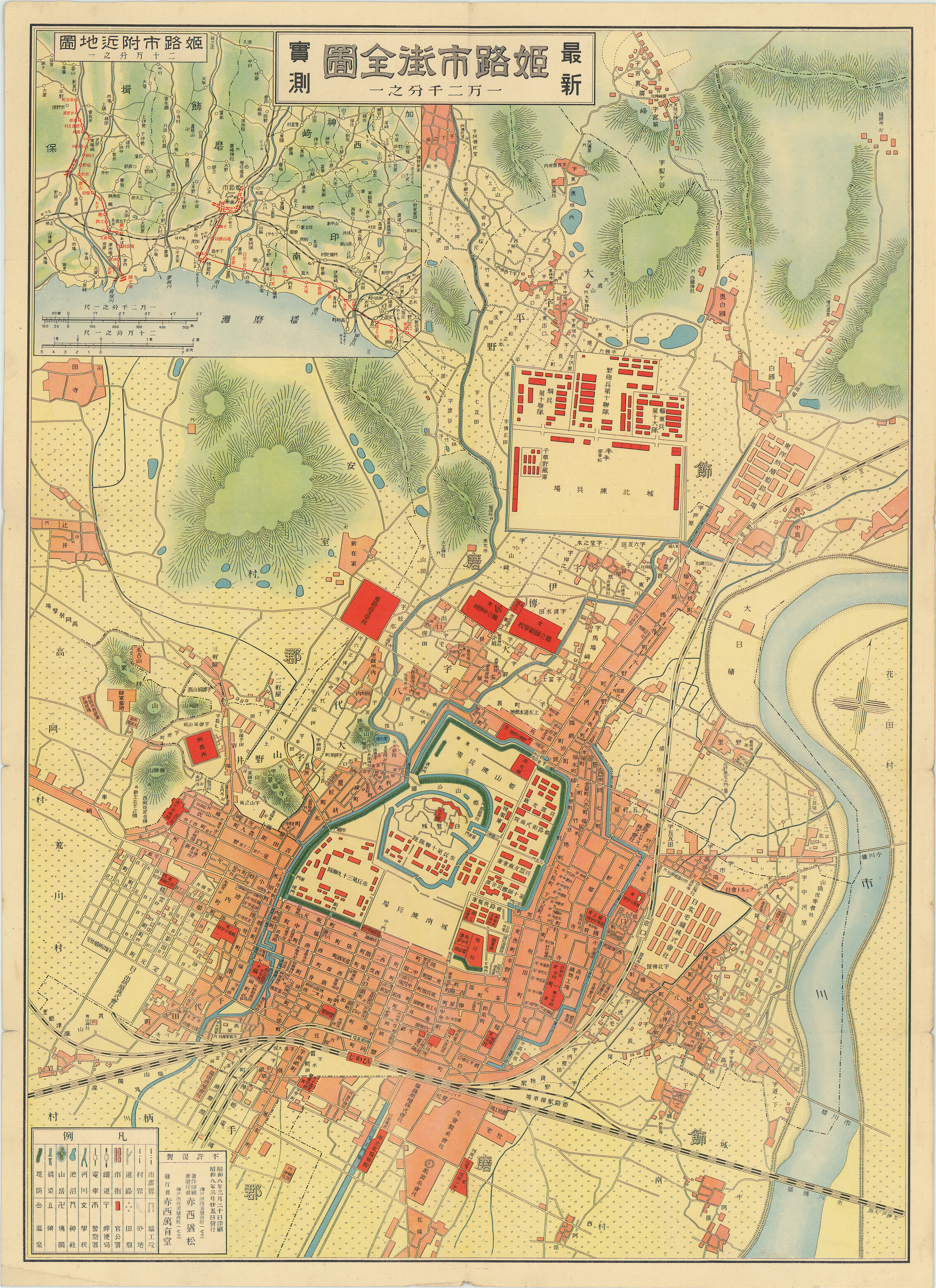
『最新実測姫路市街全図』1933年(昭和8年) 3月25日赤西萬有堂発行。

1871年（明治4年）廃藩置県以後は内曲輪・中曲輪は軍用地として武家屋敷の撤去が行われ「姫路市本町68番地」となり、第10師団・歩兵第10連隊・歩兵第39連隊他の関連施設が建設され、内町は軍都姫路の中心として発展する。1889年（明治22年）4月1日に姫路に市制が施行された際には内町は船場・野里・神谷の町場と共にその中心となる。明治初期において内町の繁華街は西国街道沿い、かつ船場の船着き場に近い福中町を中心としていたが、1878年（明治9年）の生野鉱山寮馬車道の建設や1888年（明治21年）の山陽鉄道姫路駅開業、1903年（明治36年）に明治天皇が城北練兵場（現・広峰1・2丁目および城北新町1・2丁目）における陸軍特別大演習の観閲のため来姫の際にみゆき通りが建設されたことによって次第に東へと移ってゆく。以下に代表される戦前の姫路の経済人たちが福中町に拠点を置いていた。
- 矢内重三郎 - 明治初年に姫路初の洋品取り扱いをおこなう。
- 濱本八治郎 - 洋反物商であったが、江戸時代以来の姫路木綿再興のために姫路紡績株式会社を設立、姫路城北西の八代に工場を設けた[25]。ほかに姫路商業銀行も設立。
- 神村信五郎 - 足袋問屋を経営、濱本と共に姫路商業銀行を設立。姫路商業会議所（姫路商工会議所の前身）初代会頭。
- 矢内久七 - 戦前の播州で一、二を争ったという英賀久（あがきゅう）呉服店を経営。1885年（明治18年）には明治天皇が船場本徳寺に宿泊した際に伊藤博文が矢内久七宅に、1889年（明治22年）の陸軍大演習に際しては有栖川宮熾仁親王が同じく矢内宅へ宿泊している[23]。

また、射楯兵主神社において20年おきに行われる三ツ山大祭・60年おきの一つ山大祭に際しては、内町の各町が工夫と贅を凝らした「造り物」を町屋の屋根上に、さらには道を跨ぐように壮大に作って、それらも祭りの見物客たちの楽しみであった。
| 年                 | 戸数／世帯数 | 人口            | 備考                         |
| ------------------ | ------------ | --------------- | ---------------------------- |
| 1891年（明治24年） | 5662戸       | 男12137 女12471 | 内町・船場・野里・神谷の計   |
| 1909年（明治42年） | 9629戸       | 38247           | 内町・船場・野里・神谷の計   |
| 1920年（大正9年）  | 13179世帯    | 67488           | 国衙村・市殿村の一部を編入後 |

### 昭和以後
1945年（昭和20年）の7月3日深夜の姫路空襲で内町はごく一部を除き焼失・壊滅してしまい、姫路城など以外の戦前からの建築物はほぼ残存していない。瓦礫撤去のために1946年（昭和21年）から1949年（昭和24年）にかけて、福中町から西二階町の間の道路に線路を引いて街中に蒸気機関車が乗り入れている。終戦直後は残存した陸軍の諸施設を内町で焼失した市役所や学校の代替として一時使用している（本町 (姫路市)#本町68番地・総社本町を参照）。
戦後は曲折が多くて狭い旧城下町時代の道路網を近代的な広い道路網に改修することを柱とした戦災復興都市計画による大幅な区画整理が行われ、中心部を姫路駅から姫路城大手門まで貫通する幅50mの大手前通りや東西の国道2号などが建設される。また船場川が本多忠政による改修で外曲輪南西角で大蔵前町の東へ屈曲していたのを直線形に改めて旧流路を埋め立てている。1981年（昭和56年）2月14日に東側の復興第2工区が、1984年（昭和59年）9月21日に西側の復興第1工区が換地処分され町名・町域が変更・整理されている。

戦後は1955年（昭和30年）の大手前通り開通に伴う商店街の縮小やドーナツ化現象に伴う人口流出で、白鷺小中学校の前身の一つである城南小学校の児童数が戦後最多の1958年（昭和33年）度の1852人から、白鷺小への統合直前の2008年（平成20年）度には122人まで減少するなど、一時は人口が大幅な減少傾向にあったが、2009年（平成21年）ごろより再開発で大型マンション等が建設されていることにより人口は増加傾向にある。

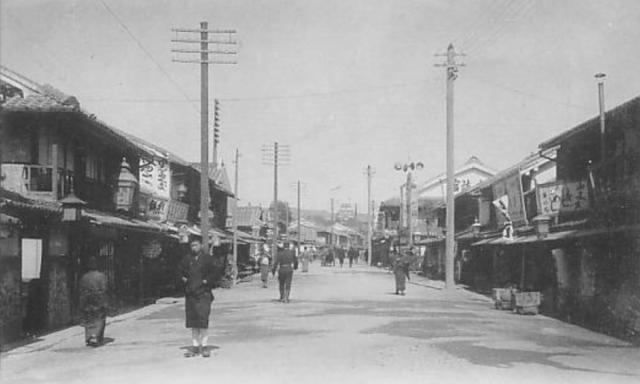
大正時代の姫路市街。絵はがきより。
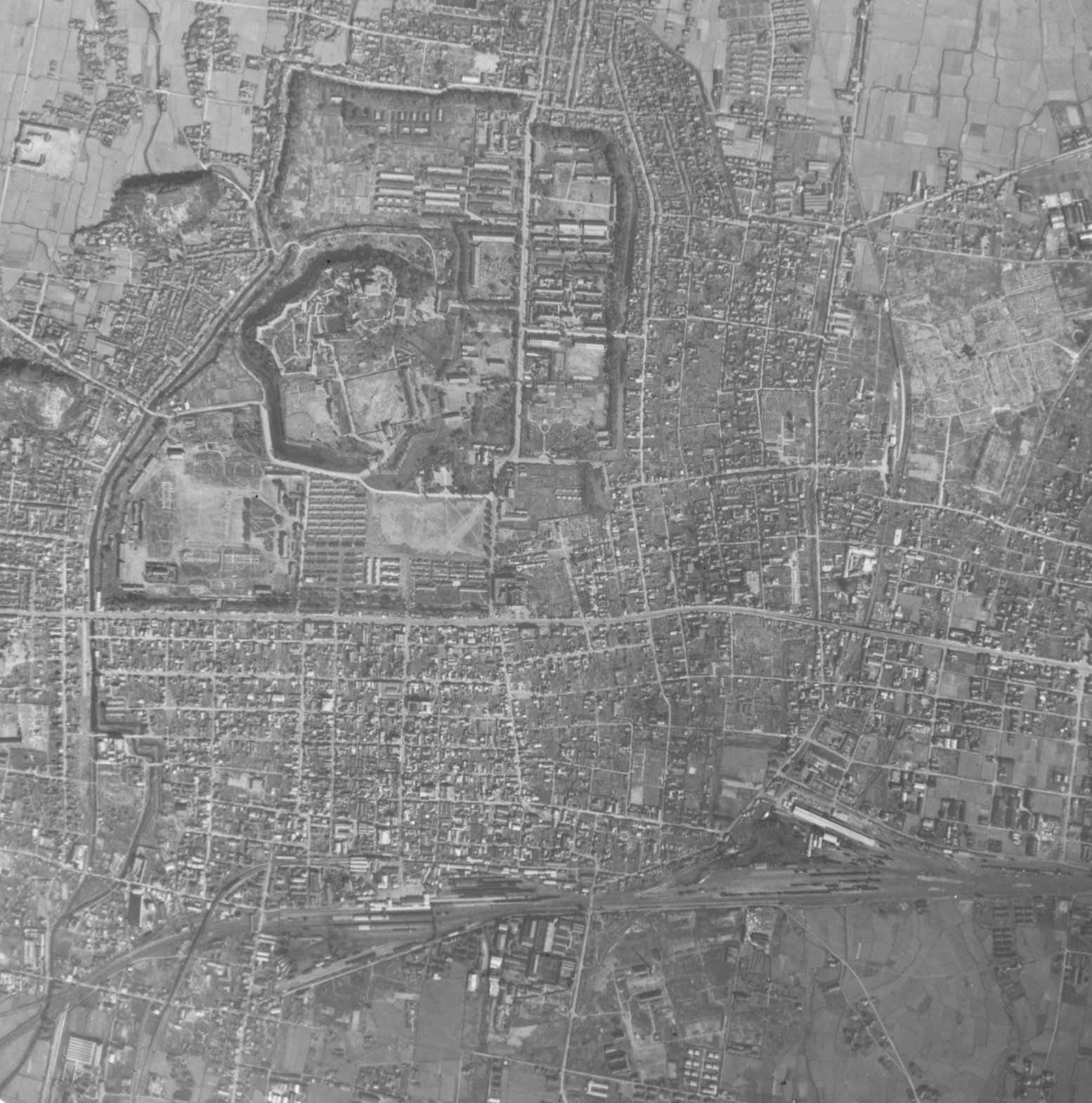
姫路空襲（1945年（昭和20年））から2年後、1947年（昭和22年）11月1日の兵庫県姫路市中心部。
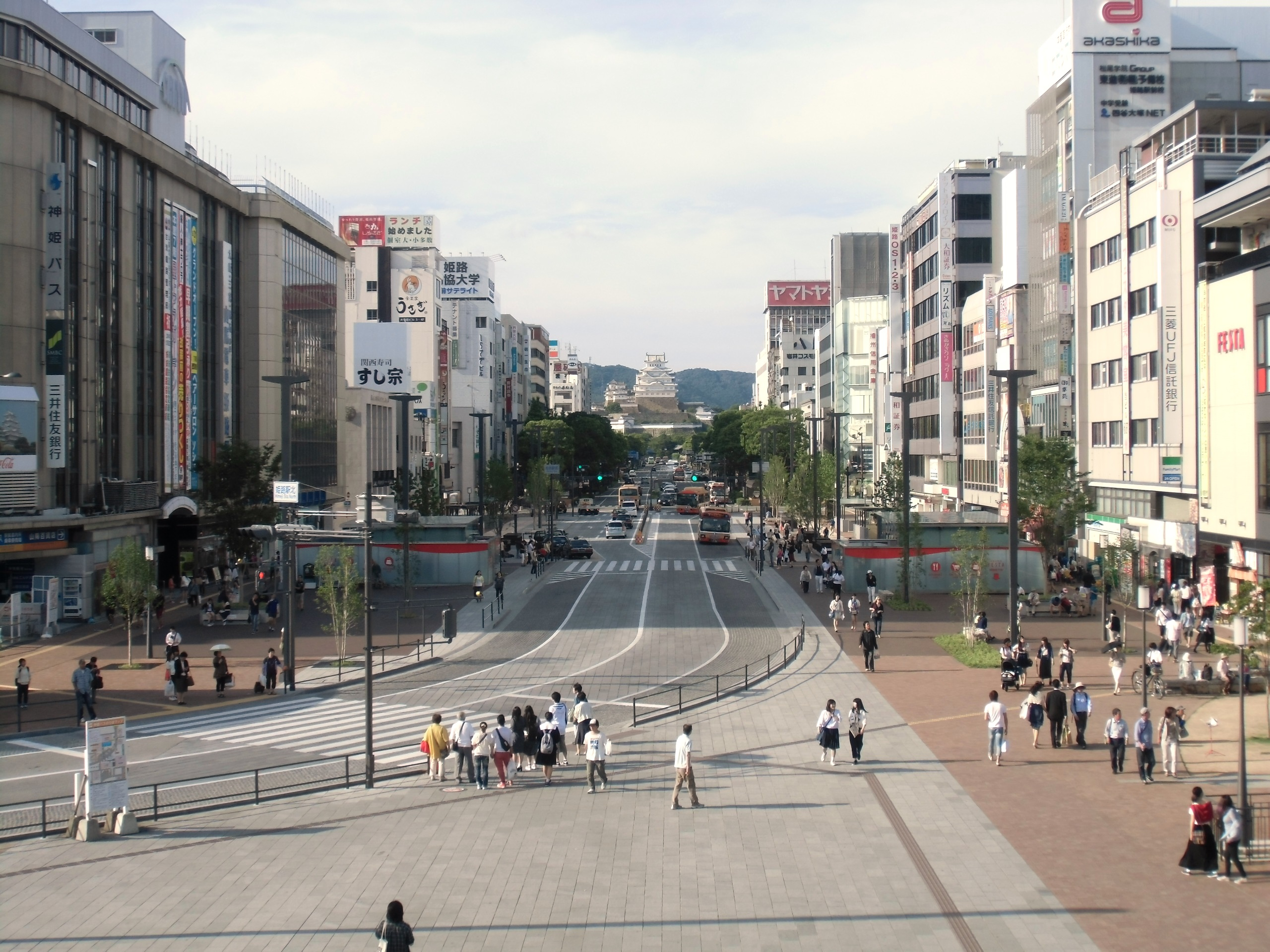
姫路駅前再整備後の大手前通り。
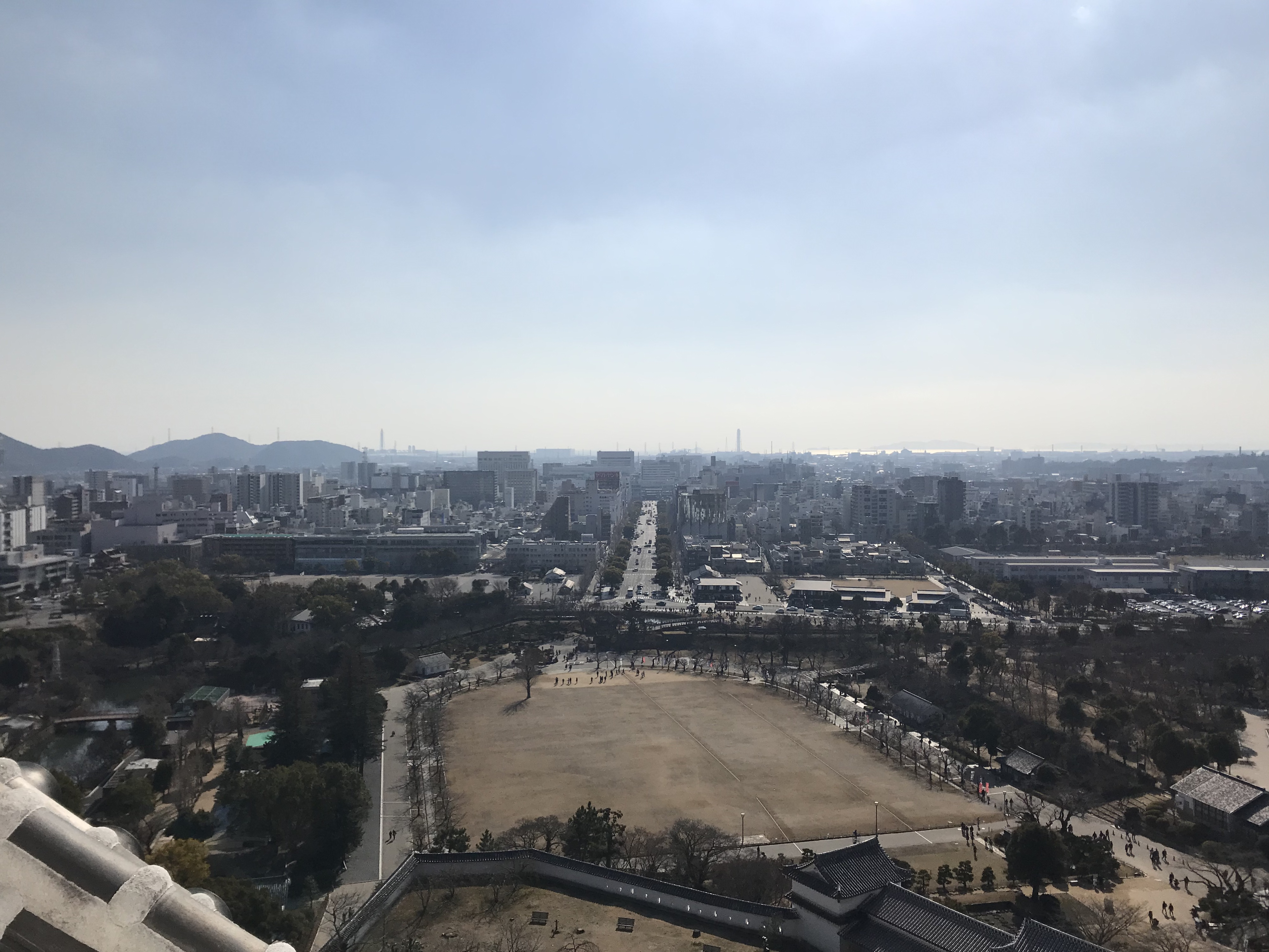
2019年時点の内町を姫路城天守より。

## 含まれる町丁
凡例・補足：
- 町名リンク先も参照。
- 内町の分類は橋本政次『姫路市町名字考』p.2-10を、飾万津口は同p.20-22を、野里は同p.10-12を、神谷は同p.12-20を元に現在の町名に対応させた。
- 江戸時代の分類は特記無き場合は町人地。
- 明治初期から市制施行まで各町名に「姫路」を冠している（飾万津口を除く）[37]。
- 校区欄の校名は「姫路市立○○小学校／中学校／小中学校」を省略表記。旧城南小＋旧城巽小→旧白鷺小の中学校は旧白鷺中。※印の区域は教育委員会への届出により白鷺小中学校への変更可能[38]。
- 神屋町6丁目・朝日町・駅前町・豆腐町および周辺で姫路駅周辺土地区画整理事業が施工中（2030年3月31日まで予定。2024年7月10日現在）[39]のため、町域変更の可能性がある。

### 内町の町丁
| 町名                                                         | 読み                                                         | 郵便番号 | 世帯数                                                       | 人口                                                         | 主な施設・備考／概要 | 校区                                                                       |
| ------------------------------------------------------------ | ------------------------------------------------------------ | --- | ------------------------------------------------------------ | ------------------------------------------------------------ | --- | -------------------------------------------------------------------------- |
| 本町                                                         | ほんまち                                                     | 670-0012 | 281                                                          | 496                                                          | 国道2号以南が内町に属する本来の本町 以北は中曲輪・内曲輪（本町 (姫路市)、姫路城#姫路市本町68番地も参照） - 札の辻（高札場）跡 - 国府寺家本陣跡 - 三木美術館 - 伊勢屋創業地 - 城南病院（旧城南多胡病院） - 但馬屋跡（お夏生家） | 白鷺小中（旧・城南小、 東部一部は旧・城巽小） （北側一部は野里小／城乾中） |
| 本町                                                         | ほんまち                                                     | 内町の中心、中ノ門の前の町。町年寄の役場である年行事所がおかれた。 |                                                              |                                                              | | 白鷺小中（旧・城南小、 東部一部は旧・城巽小） （北側一部は野里小／城乾中） |
| 坂元町                                                       | さかもとまち                                                 | 670-0016 | 88                                                           | 121                                                          | - 旧第三十四銀行姫路支店 （内町南部にわずかに残った戦前建築） - 坂本稲荷（姫城東大神） | 白鷺小中（旧・城南小）                                                     |
| 坂元町                                                       | さかもとまち                                                 | 本町の西。戦前の繁華街で演芸場・映画館があった。 |                                                              |                                                              | | 白鷺小中（旧・城南小）                                                     |
| 福中町                                                       | ふくなかまち                                                 | 670-0017 | 142                                                          | 265                                                          | - 福中門（備前門）跡 - トリノミュージアム | 白鷺小中（旧・城南小）                                                     |
| 福中町                                                       | ふくなかまち                                                 | 坂元町の南。福中村のうち外曲輪に取り込まれた部分。江戸時代は旅籠町。伊能忠敬も1811年・1813年の二度宿泊している。名称は府中の転じたものという。江戸時代には人足問屋や伝馬所がおかれ、その流れで姫路郵便局の前身である姫路郵便取扱所も福中町に置かれた。1876年（明治9年）には城南小学校の最初の洋風2階建て校舎が福中町に建設され、腰に小刀を差した子供も通学していたという。福中門跡北側に架けられた福中橋の東詰に姫路市の道路元標が設置されていた。明治時代には同町の実業家らが、呉服・用品・紡績・電機・金融などの事業に活躍した。 1984年の区画整理により一部が坂元町・魚町になり、福中内新町・俵町・坂元町・西魚町の一部を編入。（以下、単に区画整理といった場合、1984年の復興第1工区の区画整理完工に伴う換地処分を指す） |                                                              |                                                              | | 白鷺小中（旧・城南小）                                                     |
| 西二階町                                                     | にしにかいまち                                               | 670-0901 | 158                                                          | 310                                                          | - 西二階町商店街（西国街道） - 西松屋姫路本店 | 白鷺小中（旧・城南小）                                                     |
| 西二階町                                                     | にしにかいまち                                               | 福中町の東、西国街道の続き。街道沿いに脇本陣の那波屋が置かれ、戦前から戦後しばらくにかけて非常に栄えた商店街だった。1957年（昭和32年）アーケードが建設され、老舗が多い商店街となっている。 区画整理で一部が白銀町・本町、俵町・竪町・西魚町・西呉服町の一部を編入。 |                                                              |                                                              | | 白鷺小中（旧・城南小）                                                     |
| 魚町                                                         | うおまち                                                     | 670-0905 | 20                                                           | 38                                                           | - ボートピア姫路 | 白鷺小中（旧・城南小）                                                     |
| 魚町                                                         | うおまち                                                     | 区画整理前は西魚町と呼ばれた。江戸時代からの飲食街・歓楽街として知られる。 |                                                              |                                                              | | 白鷺小中（旧・城南小）                                                     |
| 立町                                                         | たてまち                                                     | 670-0903 | 34                                                           | 65                                                           | - 立町長壁神社 - 長源寺（元は長壁神社と一体だった） - 姫路立町郵便局 | 白鷺小中（旧・城南小）                                                     |
| 立町                                                         | たてまち                                                     | 西二階町の中間から南に延びる筋沿いの町。区画整理までは竪町と称した。街道に直交することから「姫路の七不思議のひとつ・横に竪町」と呼ばれた。 区画整理で一部が魚町・塩町・西二階町・本町・十二所前町に編入。 |                                                              |                                                              | | 白鷺小中（旧・城南小）                                                     |
| 南町                                                         | みなみまち                                                   | 670-0912 | 64                                                           | 96                                                           | - 山陽姫路駅 - 山陽百貨店 - ボンマルシェ駅前店 （飾磨津門跡） | 白鷺小中（旧・城南小）                                                     |
| 南町                                                         | みなみまち                                                   | 立町の南、飾磨津門の内側に位置する。元禄ごろは内豆腐町と呼ばれたが、酒井忠恭の頃に城内に柔らかい名前はふさわしくないと改称。1901年（明治34年）から1932年（昭和7年）まで姫路警察署が所在。 区画整理で一部が西駅前町・忍町に、光源寺前町・直養町・駅前町・豆腐町・加納町・上白銀町・下白銀町・十二所前町の各一部を編入。 |                                                              |                                                              | | 白鷺小中（旧・城南小）                                                     |
| 白銀町                                                       | しろがねまち                                                 | 670-0902 | 37                                                           | 70                                                           | - りそな銀行姫路支店 - 百十四銀行姫路支店 - みなと銀行姫路支店 - 中国銀行姫路支店 - 姫路市役所発祥の地 - 野村證券姫路支店 - 大原学園姫路校                                                                                     | 白鷺小中（旧・城南小）                                                     |
| 白銀町                                                       | しろがねまち                                                 | 立町の東、大手前通りと十二所前線の交差点西側。銀行・保険・証券会社のビルが多く建つ。江戸時代は上白銀町・下白銀町を合わせて白銀町とも。 区画整理で上白銀町・下白銀町・西呉服町・西二階町・西紺屋町・光源寺前町の各一部より成立。 |                                                              |                                                              | | 白鷺小中（旧・城南小）                                                     |
| 塩町                                                         | しおまち                                                     | 670-0904 | 117                                                          | 161                                                          | - 大蔵前公園 - 姫路藩勤王志士終焉地碑 | 白鷺小中（旧・城南小） （西側一部は船場小／琴陵中※）                       |
| 塩町                                                         | しおまち                                                     | 区画整理前は西塩町。江戸時代には同町の善教寺が寺内に塾を開いて学門寺として知られた。第二次大戦前は芸妓置屋や待合がある他は静かな屋敷町だったが、戦後は魚町地区の一角としてスナックやバーが軒を並べる。 区画整理で西塩町の一部が魚町に、西塩町を塩町と改称して西魚町・竪町・恵美酒町・福中内新町・新身町・十二所前町・大蔵前町の各一部を編入。 |                                                              |                                                              | | 白鷺小中（旧・城南小） （西側一部は船場小／琴陵中※）                       |
| 十二所前町                                                   | じゅうにしょまえちょう                                       | 670-0911 | 136                                                          | 221                                                          | - 十二所神社・お菊神社 - 姫路信用金庫本店 - 関西電力姫路支店 - 光源寺 | 白鷺小中（旧・城南小） （西側一部は船場小／琴陵中※）                       |
| 十二所前町                                                   | じゅうにしょまえちょう                                       | 江戸時代は武家地で組屋敷が置かれ十二所前と称した。1935年（昭和10年）十二所前町と改称。戦災と区画整理で十二所神社は社域が1/3に縮小された上、南寄りに移転。第二次大戦後の同町は姫路市道十二所前線沿いのビル街となる。 区画整理で一部が塩町・南町・忍町に、竪町・加納町・新身町・大蔵前町・忍町の一部を編入。 |                                                              |                                                              | | 白鷺小中（旧・城南小） （西側一部は船場小／琴陵中※）                       |
| 綿町                                                         | わたまち                                                     | 670-0921 | 138                                                          | 316                                                          | - ボンマルシェ大手前店 - 広島銀行姫路支店 （木綿会所跡） - みゆき通り商店街 | 白鷺小中（旧・城巽小）                                                     |
| 綿町                                                         | わたまち                                                     | 本町（国道2号以南部分）から大手前通りをはさんで東、国道2号南沿いの町。江戸時代初期は口入れ屋があったことから小物屋町とも。酒井氏時代中期、姫路藩家老河合道臣（寸翁）による藩政改革の一環として、藩内木綿の江戸における専売の決済のために藩札の一種・木綿切手を発行する切手会所と木綿買取を行う国産木綿会所とを置いた。1883年（明治16年）には姫路102町の組戸長役場が置かれた。 1981年（昭和56年）の復興第2工区の区画整理で東二階町・中二階町の一部を編入、1984年の区画整理で一部が本町・二階町に編入。 |                                                              |                                                              | | 白鷺小中（旧・城巽小）                                                     |
| 二階町                                                       | にかいまち                                                   | 670-0922 | 57                                                           | 99                                                           | - 二階町商店街（西国街道） - ヤマトヤシキ姫路店跡 - 但陽信用金庫姫路支店 - みゆき通り商店街 | 白鷺小中（旧・城巽小）                                                     |
| 二階町                                                       | にかいまち                                                   | 綿町の南、西二階町の東に商店街が繋がる。江戸時代は西二階町・中二階町・東二階町とを合わせて二階町とも。池田輝政の町割りの際に、姫路で初めて2階建ての建物が出来たことによるという。 |                                                              |                                                              | | 白鷺小中（旧・城巽小）                                                     |
| 呉服町                                                       | ごふくまち                                                   | 670-0923 | 48                                                           | 84                                                           | - 三井住友銀行姫路支店 - みゆき通り商店街 | 白鷺小中（旧・城巽小）                                                     |
| 呉服町                                                       | ごふくまち                                                   | 二階町の南。江戸時代には東呉服町・中呉服町・西呉服町を合わせて呉服町とも。武士たちに必要な呉服を扱う商人が多くいたという。 区画整理で中呉服町に東呉服町・中魚町・東二階町・中二階町・大工町・西紺屋町の一部を合わせて成立。 |                                                              |                                                              | | 白鷺小中（旧・城巽小）                                                     |
| 紺屋町                                                       | こんやまち                                                   | 670-0924 | 45                                                           | 76                                                           | - 姫路大工町郵便局 - みゆき通り商店街 | 白鷺小中（旧・城巽小）                                                     |
| 紺屋町                                                       | こんやまち                                                   | 呉服町の南。町割り当初は漆絵細工の職人がいたことから「塗師町」と称したが、のちに播磨産の藍をもちいた染屋が出来たことから「東紺屋町・西紺屋町」と称した。 |                                                              |                                                              | | 白鷺小中（旧・城巽小）                                                     |
| 亀井町                                                       | かめいまち                                                   | 670-0925 | 48                                                           | 77                                                           | - 姫路信用金庫駅前支店 - みゆき通り商店街 - 神明神社 | 白鷺小中（旧・城巽小）                                                     |
| 亀井町                                                       | かめいまち                                                   | 町割り当初は籠手を扱う店があったことから「小手屋町」と称したが、カメがいる井戸があったということで亀井町と称する。 |                                                              |                                                              | | 白鷺小中（旧・城巽小）                                                     |
| 東駅前町                                                     | ひがしえきまえちょう                                         | 670-0926 | 206                                                          | 412                                                          | - 姫路フォーラス東館跡 | 白鷺小中（旧・城巽小）                                                     |
| 東駅前町                                                     | ひがしえきまえちょう                                         | 亀井町の南側東半分（西半分は駅前町の一部）。もとは「光源寺前」。侍屋敷や家老高須隼人の下屋敷があった。光源寺は戦後の区画整理で十二所前町へ移転。区画整理で光源寺前町・亀井町の各一部より成立。 |                                                              |                                                              | | 白鷺小中（旧・城巽小）                                                     |
| 元塩町                                                       | もとしおまち                                                 | 670-0937 | 355                                                          | 730                                                          | - NHK姫路支局跡〈旧中曲輪にまたがる〉 - 姫路元塩郵便局 | 白鷺小中（旧・城巽小）                                                     |
| 元塩町                                                       | もとしおまち                                                 | 綿町の東、総社本町の南。町割り当初の「熊川（ゆうせん）町」は当地に「忍熊川（おしくまがわ）」の支流が流れていた事による。のちに塩蔵が出来たという。文化年間に庶民向け学舎「熊川舎」が置かれた。 1981年（昭和56年）の区画整理で茶町・古二階町・平野町・本町の各一部を編入。（以下単に区画整理とした場合、同年の復興第2工区の区画整理完工に伴う換地処分を指す） |                                                              |                                                              | | 白鷺小中（旧・城巽小）                                                     |
| 古二階町                                                     | こにかいまち                                                 | 670-0936 | 182                                                          | 373                                                          | - 茶町跡の碑 | 白鷺小中（旧・城巽小）                                                     |
| 古二階町                                                     | こにかいまち                                                 | 元塩町の南。二階町が西へ延びるにつれて当初の地域を古二階町と称した。東側の旧町名「茶町」は遊女宿にちなむという。昭和末期ごろは繊維卸商の多い問屋街となっていた。 区画整理で一部が元塩町・北条口1～5丁目に、茶町・和泉町・伽屋町・中魚町・北条口の一部を編入。 |                                                              |                                                              | | 白鷺小中（旧・城巽小）                                                     |
| 北条口1丁目                                                  | ほうじょうぐち                                               | 670-0935 | 101                                                          | 132                                                          | - 北条口門跡 - 姫路市役所跡 | 白鷺小中（旧・城巽小）                                                     |
| 北条口2丁目                                                  | ほうじょうぐち                                               | 670-0935 | 245                                                          | 540                                                          | - 幡念寺 - 延命地蔵（餅売り地蔵） - 中魚町跡の碑 | 白鷺小中（旧・城巽小）                                                     |
| 北条口3丁目                                                  | ほうじょうぐち                                               | 670-0935 | 269                                                          | 593                                                          | - 姫路市立総合教育センター （旧城巽小学校） - 兵庫信用金庫本店 - 赤鹿神社 | 白鷺小中（旧・城巽小）                                                     |
| 北条口4丁目                                                  | ほうじょうぐち                                               | 670-0935 | 80                                                           | 158                                                          | | 白鷺小中（旧・城巽小）                                                     |
| 北条口5丁目                                                  | ほうじょうぐち                                               | 670-0935 | 133                                                          | 274                                                          | - 天理教生野大教会 - ハトヤかまぼこ本店 | 白鷺小中（旧・城巽小）                                                     |
| 北条口5丁目                                                  | ほうじょうぐち                                               | 内町全体の南東部に位置する。南西から北東へ向かって1丁目から5丁目。元侍屋敷地。南東にある北条への「北条口門」の内側に位置する。 |                                                              |                                                              | | 白鷺小中（旧・城巽小）                                                     |
| 神屋町6丁目                                                  | かみやちょう                                                 | 670-0836 | 190                                                          | 353                                                          | 神谷地区にまたがる 一部が外曲輪内（旧・北条口） | 白鷺小中（旧・城巽小）                                                     |
| 神屋町6丁目                                                  | かみやちょう                                                 | 北条口の南東角、北条口3丁目の東。神屋町2～6丁目のうち、区画整理によって唯一内町にまたがり、校区も白鷺小中学校区（旧城巽小校区）とされている。 |                                                              |                                                              | | 白鷺小中（旧・城巽小）                                                     |
| 平野町                                                       | ひらのまち                                                   | 670-0933 | 179                                                          | 448                                                          | - 正法寺（池田輝政供養塔など） | 白鷺小中（旧・城巽小）                                                     |
| 平野町                                                       | ひらのまち                                                   | 元塩町の東。平野村（現・北平野）からの移住者が開いた事による。 区画整理で一部が坂田町・元塩町に、北条口・坂田町・茶町・下寺町の一部を編入。 |                                                              |                                                              | | 白鷺小中（旧・城巽小）                                                     |
| 坂田町                                                       | さかたまち                                                   | 670-0931 | 272                                                          | 533                                                          | 東側一部は旧名「下寺町」 - 中央保健センター - 善導寺（旧名「梛寺」） - 河合宗元墓所 | 白鷺小中（旧・城巽小） （旧下寺町は城東小／東光中※）                       |
| 坂田町                                                       | さかたまち                                                   | 平野町の北、総社本町の東。東部は（旧）下寺町。町割り時に防衛ラインとして寺院を集めたが、そのために西側の元からの坂田町で町屋が片側に寄ったために「左片町」と呼ばれたのが変化したとも、坂であったともいう。船場の景福寺前にある景福寺は酒井氏入封までは（旧）下寺町に所在した。願入寺は1948年（昭和23年）に野里の河間町にある誓光寺へ移転、残存している寺院も多くが墓碑を名古山霊苑に移転している。 区画整理で南部が平野町の一部、北部が大黒壱丁町の一部に、東魚町・平野町・下寺町・本町の各一部を編入。 |                                                              |                                                              | | 白鷺小中（旧・城巽小） （旧下寺町は城東小／東光中※）                       |
| 大黒壱丁町                                                   | だいこくいっちょうまち                                       | 670-0853 | 109                                                          | 216                                                          | - 野里街道（生野道）起点 | 白鷺小中（旧・城巽小） （東側一部は城東小／東光中）                        |
| 大黒壱丁町                                                   | だいこくいっちょうまち                                       | 坂田町の北。旧町名のうち、大黒町は縁起を担いだとも大黒屋という茶屋によるともいう。壱丁町は町の長さが一丁あったという。 区画整理で両町および本町・国府寺町・下寺町・坂田町・東魚町・五軒邸の一部を編入したために二つの校区にまたがっている。 |                                                              |                                                              | | 白鷺小中（旧・城巽小） （東側一部は城東小／東光中）                        |
| 下寺町                                                       | しもでらまち                                                 | 670-0932 | 344                                                          | 698                                                          | - 姫路商工会議所（日ノ本学園跡） | 城東小／東光中                                                             |
| 下寺町                                                       | しもでらまち                                                 | 坂田町の東。旧町名「下寺町裏」の裏が取れたもの。元は武家地であった。「（旧）下寺町」は坂田町の東部。 区画整理で一部が北条口1～5丁目・坂田町・平野町・大黒壱丁町・国府寺町の一部になり、国府寺町の一部を編入。 |                                                              |                                                              | | 城東小／東光中                                                             |
| 国府寺町                                                     | こおでらまち （こうでらまち）                                | 670-0852 | 97                                                           | 191                                                          | - 姫路市立東光中学校 （外京口門跡） | 城東小／東光中                                                             |
| 国府寺町                                                     | こおでらまち （こうでらまち）                                | 大黒壱丁町の東。内町の町大年寄を務めた国府寺家の旧地。外曲輪内が国府寺町、曲輪外が国府寺村（字藍小屋が当初より姫路市に属し（現・京口町）、残部は市殿村を経て姫路市（現・城東町））となった。明治初年に京口内新町を合併、1875年（明治8年）から1901年（明治34年）まで姫路警察署が置かれる。1910年（明治43年）に県立姫路高等女学校が置かれるが戦災焼失して本町68番地へ移転（現・兵庫県立姫路東高等学校）。 区画整理で一部が大黒壱丁町・下寺町の各一部となり、下寺町・五軒邸の各一部を編入。 |                                                              |                                                              | | 城東小／東光中                                                             |
| 五軒邸1丁目                                                  | ごけんやしき                                                 | 670-0854 | 72                                                           | 160                                                          | - 野里街道 | 城東小／東光中                                                             |
| 五軒邸2丁目                                                  | ごけんやしき                                                 | 670-0854 | 164                                                          | 312                                                          | - 野里街道 - 正明寺 - 姫路五軒邸郵便局 | 城東小／東光中                                                             |
| 五軒邸3丁目                                                  | ごけんやしき                                                 | 670-0854 | 69                                                           | 154                                                          | - 幼保連携型認定こども園ベイカ - エドウィン・ベイカーの碑 | 城東小／東光中                                                             |
| 五軒邸4丁目                                                  | ごけんやしき                                                 | 670-0854 | 224                                                          | 469                                                          | - 竹ノ門跡 | 城東小／東光中                                                             |
| 五軒邸4丁目                                                  | ごけんやしき                                                 | 大黒壱丁町と国府寺町の北、本町68番地の東。元武家地。町割り前に田畑の中に家が五軒あったことにちなむという。西部は上寺町とも呼ばれた寺院街。閑静な住宅街であったが戦後に町域内を国道372号が通過し、沿道に飲食店・商社・商店が建ち並ぶようになる。 区画整理で一部が大黒壱丁町・国府寺町・同心町となり、下久長町と上久長町・大黒町の一部を編入し、1～4丁目を編成。 |                                                              |                                                              | | 城東小／東光中                                                             |
| 同心町                                                       | どうしんまち                                                 | 670-0972 | 109                                                          | 200                                                          | | 野里小／城乾中 （南東端は城東小／東光中）                                  |
| 同心町                                                       | どうしんまち                                                 | 五軒邸2丁目の北、姫路城の鬼門に当たる元武家地。同心屋敷や伊賀屋敷が置かれたという。 区画整理で五軒邸の一部を編入。 |                                                              |                                                              | | 野里小／城乾中 （南東端は城東小／東光中）                                  |
| 以下の町は区画整理の範囲外のため、小規模な町が残存している。 | 以下の町は区画整理の範囲外のため、小規模な町が残存している。 | 以下の町は区画整理の範囲外のため、小規模な町が残存している。 | 以下の町は区画整理の範囲外のため、小規模な町が残存している。 | 以下の町は区画整理の範囲外のため、小規模な町が残存している。 | 以下の町は区画整理の範囲外のため、小規模な町が残存している。 | 野里小／城乾中                                                             |
| 堺町                                                         | さかいまち                                                   | 670-0014 | 46                                                           | 84                                                           | - 野里街道 | 野里小／城乾中                                                             |
| 堺町                                                         | さかいまち                                                   | 五軒邸2丁目の北西。上寺町・竹田町・久長町の境に位置することによる町名。 |                                                              |                                                              | | 野里小／城乾中                                                             |
| 福居町                                                       | ふくいまち                                                   | 670-0855 | 55                                                           | 114                                                          | | 野里小／城乾中                                                             |
| 福居町                                                       | ふくいまち                                                   | 同心町の南西。印南郡福居村（現・姫路市別所町）の鋳物師が移住してきたからとも、「下井の町」に福を冠したとも。 |                                                              |                                                              | | 野里小／城乾中                                                             |
| 竹田町                                                       | たけだまち                                                   | 670-0013 | 30                                                           | 59                                                           | - 野里街道 | 野里小／城乾中                                                             |
| 竹田町                                                       | たけだまち                                                   | 堺町の北、福居町の西。生野街道（但馬街道）が通り、但馬竹田城下の住人が移住してきたことによるという。 |                                                              |                                                              | | 野里小／城乾中                                                             |
| 生野町                                                       | いくのまち                                                   | 670-0007 | 33                                                           | 63                                                           | - 野里街道 | 野里小／城乾中                                                             |
| 生野町                                                       | いくのまち                                                   | 竹田町の北。但馬生野からの移住者による町であることによるという。 |                                                              |                                                              | | 野里小／城乾中                                                             |
| 八木町                                                       | やぎまち                                                     | 670-0006 | 23                                                           | 35                                                           | | 野里小／城乾中                                                             |
| 八木町                                                       | やぎまち                                                     | 生野町の東。当初は「中井の町」と称した。米の字を分けて名づけたものか。 |                                                              |                                                              | | 野里小／城乾中                                                             |
| 金屋町                                                       | かなやまち                                                   | 670-0005 | 21                                                           | 36                                                           | | 野里小／城乾中                                                             |
| 金屋町                                                       | かなやまち                                                   | 八木町の北。当初は「上井の町」と称した。鋳物師がいたことにちなむ。 |                                                              |                                                              | | 野里小／城乾中                                                             |
| 以下は野里のうち、姫路城外曲輪に含まれる町丁。               |                                                              | |                                                              |                                                              | | 野里小／城乾中                                                             |
| 橋之町                                                       | はしのまち                                                   | 670-0008 | 21                                                           | 40                                                           | - 野里街道 | 野里小／城乾中                                                             |
| 橋之町                                                       | はしのまち                                                   | 生野町の北。かつてこの地に流れていた二股川（青見川）を渡る街道の橋があったという。 |                                                              |                                                              | | 野里小／城乾中                                                             |
| 福本町                                                       | ふくもとまち                                                 | 670-0004 | 20                                                           | 47                                                           | | 野里小／城乾中                                                             |
| 福本町                                                       | ふくもとまち                                                 | 橋之町の北。当初「比丘尼町」と称したものを好字で改めたものか。 |                                                              |                                                              | | 野里小／城乾中                                                             |
| 米屋町                                                       | こめやまち                                                   | 670-0003 | 17                                                           | 47                                                           | | 野里小／城乾中                                                             |
| 米屋町                                                       | こめやまち                                                   | 福本町の北。当初は小物衆屋敷、のち町人地。町割り以前は芥田氏の畑地だった。 |                                                              |                                                              | | 野里小／城乾中                                                             |
| 五郎右衛門邸                                                 | ごろうえもんてい                                             | 670-0857 | 99                                                           | 202                                                          | - 元侍屋敷 - 外堀跡の碑 | 野里小／城乾中                                                             |
| 五郎右衛門邸                                                 | ごろうえもんてい                                             | 同心町の北、福本町・米屋町の東。外曲輪東北端。元武家地（足軽町）。野里の鋳物師棟梁・芥田五郎右衛門に由来する。 |                                                              |                                                              | | 野里小／城乾中                                                             |

### 現存しない町名
| 町名         | 読み                   | 消滅時期           | 現状・解説 |
| ------------ | ---------------------- | ------------------ | --- |
| 上寺町       | かみでらまち           | 江戸時代           | 五軒邸（西部） |
| 京口内新町   | きょうぐちうちしんまち | 明治元年           | 国府寺町 外京口門の内側の広場で鎗場ともいった。                                                                                                   |
| （旧）下寺町 | しもでらまち           | 1889年（明治22年） | 坂田町（東部） |
| 下寺町裏     | しもでらまちうら       | 1912年（大正元年） | 下寺町 |
| 茶町         | ちゃまち               | 1981年（昭和56年） | 古二階町・平野町・元塩町・北条口 |
| 伽屋町       | とぎやまち             | 1981年（昭和56年） | 北条口・古二階町 研ぎ屋があったことに由来する町名。                                                                                               |
| 和泉町       | いずみちょう           | 1981年（昭和56年） | 北条口・古二階町 泉町とも。 |
| 東魚町       | ひがしうおまち         | 1981年（昭和56年） | 坂田町・大黒壱丁町 |
| 上久長町     | かみきゅうちょうまち   | 1981年（昭和56年） | 五軒邸・堺町 久長という名家があったことによるという。久長門跡の東に久長橋が現存する。                                                             |
| 下久長町     | しもきゅうちょうまち   | 1981年（昭和56年） | 五軒邸 |
| 大黒町       | だいこくまち           | 1981年（昭和56年） | 大黒壱丁町・総社本町・五軒邸 大黒町交差点が現存。                                                                                                 |
| 壱丁町       | いっちょうまち         | 1981年（昭和56年） | 大黒壱丁町 壱丁町交差点が現存。 |
| 東二階町     | ひがしにかいまち       | 1984年（昭和59年） | 二階町・呉服町・綿町 |
| 中二階町     | なかにかいまち         | 1984年（昭和59年） | 二階町・呉服町・綿町 |
| 東呉服町     | ひがしごふくまち       | 1984年（昭和59年） | 呉服町・紺屋町・二階町 |
| 中呉服町     | なかごふくまち         | 1984年（昭和59年） | 呉服町 |
| 西呉服町     | にしごふくまち         | 1984年（昭和59年） | 白銀町・立町・西二階町 |
| 中魚町       | なかうおまち           | 1984年（昭和59年） | 北条口1～5丁目・古二階町・亀井町・紺屋町・呉服町                                                                                                  |
| 上白銀町     | かみしろがねまち       | 1984年（昭和59年） | 白銀町・立町・南町 |
| 下白銀町     | しもしろがねまち       | 1984年（昭和59年） | 白銀町・立町・南町 |
| 加納町       | かのうまち             | 1984年（昭和59年） | 南町・立町・十二所前町 戦国期の書状に「加納村」あり。荘園時代の加納田の遺称か。 内豆腐町とも。夫婦町とされたこともあるが誤記か。                  |
| 新身町       | あらみまち             | 1984年（昭和59年） | 塩町・立町・十二所前町 新刀匠が居住していたことによるという。                                                                                     |
| 大工町       | だいくまち             | 1984年（昭和59年） | 紺屋町・呉服町・亀井町 大工が集まる前は紺屋町と共に「小手屋町」。 姫路大工町郵便局が現存する。                                                    |
| 直養町       | ちょくようまち         | 1984年（昭和59年） | 駅前町・南町 元武家地。藩主酒井家の御茶屋があった。1912年（大正元年）まで「直養」。昔悪疫が流行した際に勅命により刑部社を祀ったことによるという。 |
| 光源寺前町   | こうげんじまえちょう   | 1984年（昭和59年） | 亀井町・東駅前町・南町・白銀町・駅前町 1934年（昭和9年）まで「光源寺前」。                                                                        |
| 東紺屋町     | ひがしこんやまち       | 1984年（昭和59年） | 紺屋町 |
| 西紺屋町     | にしこんやまち         | 1984年（昭和59年） | 紺屋町・呉服町・白銀町・亀井町 |
| 恵美酒町     | えびすまち             | 1984年（昭和59年） | 魚町・塩町 恵美酒屋という料理屋があったことにちなむ町名の花柳街。                                                                                 |
| 俵町         | たわらまち             | 1984年（昭和59年） | 西二階町・福中町 当初は大和国出身者によって大和町と呼ばれたが、松平大和守直基をはばかって改称。                                                   |
| 福中内新町   | ふくなかうちしんまち   | 1984年（昭和59年） | 福中町・魚町・坂元町・塩町・博労町 備前門の内側で西国街道の西の出入口。城南小学校は当初ここにあった。                                             |
| 大蔵前町     | おおくらまえちょう     | 1984年（昭和59年） | 博労町・塩町・十二所前町・福沢町・忍町・久保町 本来は船場地区。町割り時に船場川を屈曲させた西側。 姫路藩の米倉があった。                          |

## 飾万津口
飾万津口は飾万津道(飾磨街道)の沿道にある20ヶ町で構成される飾万津町の北端およびその周囲の町丁で、飾万津（姫路港）に通じる飾万津門の外側を指す。飾万津町は曲輪外であったが町方に属し、姫路藩町奉行所の管轄下にあって飾万津町会所（現在の飾磨区東堀に所在）で4人の大年寄が支配した。
飾万津口の各町は1875年（明治8年）に豊沢村の一部となり、1888年（明治21年）には山陽鉄道が姫路駅を外堀の南側に開業し、外曲輪や中曲輪の城壁の撤去や堀の埋め立てが徐々に進んでゆく。飾万津口の各町は1889年の市制施行時には国衙村となっていて姫路市に含まれなかったが、1912年（明治45年）4月1日に国衙村より分離して姫路市に合併する。
飾万津口の中でも久保町や忍町は昭和戦前から戦後にかけて民間の市場街として発展したが、内町同様に姫路空襲で壊滅し、さらに1957年（昭和32年）に姫路市公設卸売市場が手柄に開業したことで市場機能がそちらに移っている。

### 飾万津口の町丁
| 町名        | 読み                    | 郵便番号 | 世帯数 | 人口 | 主な施設・備考 | 校区                                                 |
| ----------- | ----------------------- | --- | ------ | ---- | --- | ---------------------------------------------------- |
| 朝日町      | あさひまち              | 670-0934 | 232    | 275  | 一部が内町（北条口の一部） - 朝日橋記念碑（山陽本線を越える陸橋跡） | 白鷺小中（旧・城巽小）                               |
| 朝日町      | あさひまち              | 元北条村のうち山陽本線以北の区域。1912年（明治45年）に国衙村より分離編入の際、内町の南東にあることからの朝日の連想と、同年の明治天皇の「朝つく日」に始まる御製にあやかって命名された。 1984年（昭和59年）の復興第1工区における区画整理完了（以下単に区画整理とした場合同様）で一部が北条口1～5丁目・神屋町6丁目となり、同年北条口・神屋町6丁目の一部を編入。 |        |      | | 白鷺小中（旧・城巽小）                               |
| 駅前町      | えきまえちょう          | 670-0927 | 34     | 79   | 一部が内町（光源寺前町・直養町のそれぞれ一部） - JR姫路駅 - 姫路駅北バスターミナル - FESTA・グランフェスタ - テラッソ姫路 - ホテルモントレ姫路 - みゆき通り商店街 - 播州信用金庫駅前支店 - ダイワロイネットホテル姫路（姫路フォーラス西館跡） | 白鷺小中（旧・城巽小）                               |
| 駅前町      | えきまえちょう          | 町割りの際に「宿村」のうち外曲輪内に取り込まれなかった湿地帯が元になっている。 1889年（明治22年）に山陽鉄道姫路駅が開業。外堀やその城壁が失われたことで内町と一体化する。1912年（大正元年）に豊沢より改称。 区画整理で西部の字万灯が西駅前町・南町となり、光源寺前町・直養町のそれぞれ一部が併合される。 |        |      | | 白鷺小中（旧・城巽小）                               |
| 西駅前町    | にしえきまえちょう      | 670-0913 | 37     | 55   | - キャスパ（山陽百貨店西館） - 姫路ターミナルスクエア - 神姫バス本社 | 白鷺小中（旧・城南小）                               |
| 西駅前町    | にしえきまえちょう      | 区画整理で豆腐町の一部が分離して、駅前町・久保町・忍町・南町の一部を合わせて成立。 |        |      | | 白鷺小中（旧・城南小）                               |
| 豆腐町      | とうふまち （とふまち） | 670-0914 | 0      | 0    | - JR姫路駅 - 豆腐町遺跡 | 白鷺小中（旧・城南小）                               |
| 豆腐町      | とうふまち （とふまち） | 飾万津20町の北端に位置する「外豆腐町」（南町の旧称・内豆腐町に対して）・「片豆腐町」（街道の片側にのみ町があったことから。のち谷町）として飾万津町奉行支配下にあった。1898年（明治31年）から1926年（昭和元年）まで播但線に豆腐町駅が設置され、播但線の以南の区間（飾磨港線）の乗客はここで姫路駅へ徒歩連絡となっていた。1923年（大正12年）に山陽本線を跨ぐ歩道橋が設置されるが戦時中の金属回収で撤去される。終戦直後には闇市が発生している。 西駅前町成立後、鉄道用地に町名が残存している。                                                                                        |        |      | | 白鷺小中（旧・城南小）                               |
| 南畝町      | のうねんちょう          | 670-0961 | 38     | 73   | - 大将軍神社 - 大将軍橋記念碑（山陽本線を越える陸橋跡） | 白鷺小中（旧・城南小）                               |
| 南畝町      | のうねんちょう          | 播磨国風土記に名前の見える地名。賀毛郡長畝村の人が来て蒋（こも）を刈っていたところ当地の石作連が蒋を奪おうとして殺し川に投げ捨てたのが当地にあった長畝川の由来という。 江戸時代は飾磨街道沿いを飾万津20町のひとつ「南畝町」で町奉行支配、それ以外を「南畝村」と称して在方の代官の管轄であった。南畝町1・2丁目が江戸時代からの南畝町、南畝町（丁目無し）が元南畝村。南畝村の石高は『旧高旧領取調帳』578石余り。 一部が1981年（昭和56年）に南畝町1～2丁目・南駅前町・東延末1～5丁目になり、1984年（昭和59年）区画整理で一部が高尾町・千代田町となり高尾町の一部を編入。              |        |      | | 白鷺小中（旧・城南小）                               |
| 南畝町1丁目 | のうねんちょう          | 670-0961 | 62     | 90   | - 旧ふるさとやかた（鷺城新聞社跡） - 生野鉱山寮馬車道と飾磨街道の合流点 | 白鷺小中（旧・城南小）                               |
| 南畝町2丁目 | のうねんちょう          | 670-0961 | 301    | 526  | - NHK姫路支局 - リッチモンドホテル姫路 | 白鷺小中（旧・城南小）                               |
| 南畝町2丁目 | のうねんちょう          | 飾万津20町のひとつ「南畝町」に相当。1981年（昭和56年）に南畝町・豊沢・高尾町・東延末の一部より成立。 |        |      | | 白鷺小中（旧・城南小）                               |
| 忍町        | しのぶまち              | 670-0917 | 341    | 472  | - 日本政策金融公庫姫路支店 - 伊予銀行姫路支店 - 十二所神社 - 大劇会館跡 | 白鷺小中（旧・城南小） （西側一部は船場小／琴陵中※） |
| 忍町        | しのぶまち              | 飾万津20町のひとつ。忍びの者の組屋敷が置かれたことに由来するという町名。 |        |      | | 白鷺小中（旧・城南小） （西側一部は船場小／琴陵中※） |
| 久保町      | くぼちょう              | 670-0916 | 188    | 325  | - 旧市場街 - 播州ハム本社跡 | 白鷺小中（旧・城南小） （西側一部は船場小／琴陵中※） |
| 久保町      | くぼちょう              | 1912年（明治45年）姫路市編入時に豊沢字落久保だったものを大正元年改称。窪地の湿地帯だったが大正時代に外堀埋め立てに合わせて埋め立てられた。 1928年（昭和3年）開業の株式会社姫路中央卸売市場などによって第二次世界大戦前後は民間の市場街として栄えたが、1957年（昭和32年）に公設の姫路市中央卸売市場が東延末に開設されたことで機能をそちらへ移している。 区画整理で一部が西駅前町・忍町の一部になり、高尾町・千代田町・大蔵前町・忍町の各一部を編入。 |        |      | | 白鷺小中（旧・城南小） （西側一部は船場小／琴陵中※） |
| 高尾町      | たかおちょう            | 670-0915 | 93     | 197  | - モノレール大将軍駅跡 - 姫路将軍橋郵便局 | 白鷺小中（旧・城南小） （西側一部は船場小／琴陵中※） |
| 高尾町      | たかおちょう            | 1912年（明治45年）姫路市編入時に豊沢字高尾・桶ノ本だったものを大正元年改称。久保町と逆に高台で桑畑が多かった。日露戦争の頃はわずか1戸しかなかったが、1910年（明治43年）に高尾温泉という人工温泉が白国の増位温泉に対抗して開設される。 のちに1916年（大正5年）の姫路製紐など多くの工場が進出し、昭和半ばからは住宅・商業地へと転じている。1966年（昭和41年）に姫路市交通局モノレール線の大将軍駅が開業するが1968年（昭和43年）休止。 一部が1981年（昭和56年）に南畝町1～2丁目になり、1984年（昭和59年）区画整理で一部が南畝町・久保町・千代田町となり千代田町・南畝町の一部を編入。 |        |      | | 白鷺小中（旧・城南小） （西側一部は船場小／琴陵中※） |

#### 現存しない町名 (飾万津口)
| 町名 | 読み     | 消滅時期          | 現状・概要 |
| ---- | -------- | ----------------- | --- |
| 谷町 | たにまち | 1875年（明治8年） | 西駅前町・忍町 中世は南畝村のうち。はじめ片豆腐町として飾万津20町に含まれた。忍町と同じ通りの南側にあったが、寛延以後に谷町へと改称した模様。1875年豊沢村へ合併。 |